# Вода є для потопу
Вода існує для купання (англ. Water Is for Washing) — науково-фантастичне оповідання Роберта Гайнлайна. Опубліковане журналом Argosy в листопаді 1947.
Пізніше включене в збірку: «Загроза з Землі» (1959).

## Сюжет
Сюжет ґрунтується на припущенні, що землетрус зруйнував алювіальні відкладення, що відокремлюють Долину Імперіал, яка лежить нижче рівня моря, від Каліфорнійської затоки та призвів до цунамі, що рухаючись на північ, тимчасово поглинуло ці низини.
На початку розповіді бармен в місті Ель Центро попереджає головного героя: «Ви чули про потоп 1905 року, коли Колорадо вийшла з берегів і утворила Море Солтона?
І не будьте дуже впевненими щодо землетрусів; долини нижче рівня моря не утворюються самі по собі.
Розлом Сан Андреас звивається навколо долини наче знак запитання.
Тільки уявіть, який мав бути землетрус, щоб провалити тисячі квадратних миль нижче рівня моря.»
Головний персонаж — комівояжер, який підібрав двох залишених дітей та волоцюгу під час втечі від потопу на найближчу височину. Основні дії героїв пов'язані із їх зусиллями вижити і врятувати дітей.